# Grande Oriente d’Italia
Der Grande Oriente d’Italia (GOI) ist der größte italienische Dachverband (Großloge) von Freimaurerlogen. Er entstand in der heutigen Form am 20. Dezember 1859 in Turin durch die Vereinigung älterer freimaurerischer Großlogen. Die Erste dieser Großlogen bildete sich 1804 in Neapel unter der Bezeichnung Grand Orient de la division militaire du Royaume d’Italie, der sich bereits 1805 mit dem Grand Orient von Mailand zusammenschloss. Der Dachverband versteht sich als Ordine Massonico.

## Geschichte
Die erste Gründung einer Freimaurerloge in Florenz erfolgte möglicherweise 1733 durch Engländer, der sich auch bald Einheimische anschlossen. Sie traf sich in der Via Maggio im Gasthaus des Pasciò. Ihr erster Stuhlmeister war Sbigoli Henry Fox alias „Monsiù Fox“, der spätere Staatssekretär Georgs II. Lord Holland. Eine weitere Loge wurde am 16. August 1735 in Rom eröffnet.
In den folgenden Jahren konnten zahlreiche Logen in Livorno, Mailand, Verona, Venedig und im Königreich Neapel Fuß fassen. Aber schon 1737 erließ der Großherzog Gian Gastone de’ Medici ein allgemeines Verbot der Freimaurerei in der Toskana. Als dieser noch im selben Jahr starb, ging das Großherzogtum an den Freimaurer Franz I. Stephan von Lothringen über.
1738 verurteilte Clemens XII. in der päpstlichen Bulle In eminenti apostolatus specula die Freimaurerei und forderte die staatlichen Mächte auf, die Freimaurerei zu verbieten. Kardinal Firrao ließ infolgedessen 1739 durch den Henker Freimaurerbücher öffentlich verbrennen und im selben Jahr wurde der Dichter Tommaso Crudeli in Florenz der Inquisition als Häretiker denunziert und im Gefängnis gefoltert; er kam zwar später auf Betreiben des Großherzogs wieder frei, erlag mit 43 Jahren dennoch den Folgen der Haft. Am 18. Mai 1751 bestätige Papst Benedikt XIV. die Bulle seines Vorgängers mit der Bulle Providas romanorum und unterstrich die Verurteilung der Freimaurerei, indem er allen Katholiken unter Androhung der Exkommunikation jeglichen Kontakt verbot, die ohne Erklärung erfolge und bis zum Tode ihre Gültigkeit behalte, woraufhin Karl III. (Spanien) im Königreich beider Sizilien die Freimaurerei verbot.
Giacomo Casanova, der 1750 in den Bund der Freimaurer aufgenommen wurde, wurde am 26. Juli 1755 in Venedig wegen Freimaurerei verhaftet und zu fünf Jahren Gefängnis verurteilt, ohne dass ihm das Strafmaß mitgeteilt wurde. Schon am 1. November 1756 gelang ihm die Flucht aus den Bleikammern des Dogenpalastes.
1762 vereinigten sich die neapolitanischen Freimaurerlogen zu einer National-Großloge Del Zelo, als Großmeister wurde Fürst di Caramanica gewählt, ein Vertrauter der Königin Maria Karolina, Tochter des Freimaurers Franz I. Stephan.
1765 wurde die Turiner Loge Sant Jean de la Mysterieuse gegründet, deren Mitglieder zu den Köpfen der Turiner Akademie der Wissenschaften zählten und, protegiert durch Herzog Viktor Amadeus III. von Savoyen, zu einigem Einfluss in der Politik des auf Modernisierung im Sinne der Aufklärung bedachten Herrschers gelangten.
Als in Neapel 1776 das Blutwunder zum Fest des heiligen Januarius ausblieb, rannten gekaufte Frauen durch die Gassen, welche die Schuld dafür den Freimaurern gaben. Dies nahm Minister Tanucci des Königs Ferdinand IV. zu Anlass Strafverordnungen gegen die Freimaurerei zu verhängen und ließ eine große Zahl Freimaurer ins Gefängnis werfen. Königin Karolina ließ diese jedoch wieder aufheben. In einem Brief an den Papst schrieb Ferdinand IV., dass die Freimaurerei von seiner Frau protegiert werde und in jedem Belang regieren wolle. Mit dem Beginn der Französischen Revolution sollte dieser Schutz der Königin jedoch später in Hass umschlagen.
1783 wurde der Marchese Vivaldi in Venedig wegen Freimaurerei verhaftet, im Gefängnis erdrosselt und seine Leiche öffentlich mit der Aufschrift ausgestellt: „so behandelt die Republik die Freimaurer“.
Im Kirchenstaat Rom wurde 1787 von fünf Franzosen, einem Polen und einem Amerikaner die Loge Amici sinceri des Großorients von Frankreich gegründet, die in der Nähe der Santa Trinità dei Monti arbeitete. Mitglied war u. a. der Fürst von Farnese Don Sigismondo Chigi, der Kustode des Konklaves und Marschall der römisch-katholischen Kirche war. Nachdem Alessandro Cagliostro durch die Inquisition zum Tode verurteilt worden war, wurde die Loge 1789 behördlich eingestellt.

### Die Zeit nach der Französischen Revolution
Nach der Französischen Revolution und der Errichtung französischer Tochterrepubliken in Italien formierten sich viele Logen in Jakobinerklubs um. In Mailand, der Hauptstadt der Cisalpinen Republik, die 1805 im ersten „Königreich Italien“ aufging, bildete sich drei Monate später eine erste Großloge mit dem Namen Grande Oriente d’Italia, wodurch das Jahr 1805 – ungeachtet der unterbrochenen Geschichte der Vereinigung – wegen der ersten Manifestation einer Staatsidee eines geeinten Italien im Namen heute für die Vereinigung als Gründungsjahr gilt. Eine weitere bedeutende Loge war der Grande Oriente di Napoli in Neapel. Die Gesamtzahl der Freimaurer in Italien wird für die napoleonische Zeit auf etwa 20.000 Personen in rund 250 Logen geschätzt, in denen zahlreiche einflussreiche Personen des politischen und weiteren öffentlichen Lebens aktiv waren.
Nachdem der Wiener Kongress die Zustände vor der napoleonischen Zeit weitgehend wiederhergestellt hatte, musste 1814 zunächst jegliche freimaurerische Aktivität eingestellt werden. Papst Pius VII. bezeichnete die Freimaurerei in der Bulle Sollicitudo omnium ecclesiarum vom 7. August 1814 als staatsgefährlich und setzte sie dort noch irrtümlich mit den Carbonari gleich. 1816 wurde die Mitgliedschaft in der Freimaurerei in Neapel mit dem Kerker bestraft. 1820 waren wieder einige Freimaurerlogen tätig, mussten aber nach einem erneuten Erlass 1821 ihre Arbeit einstellen.

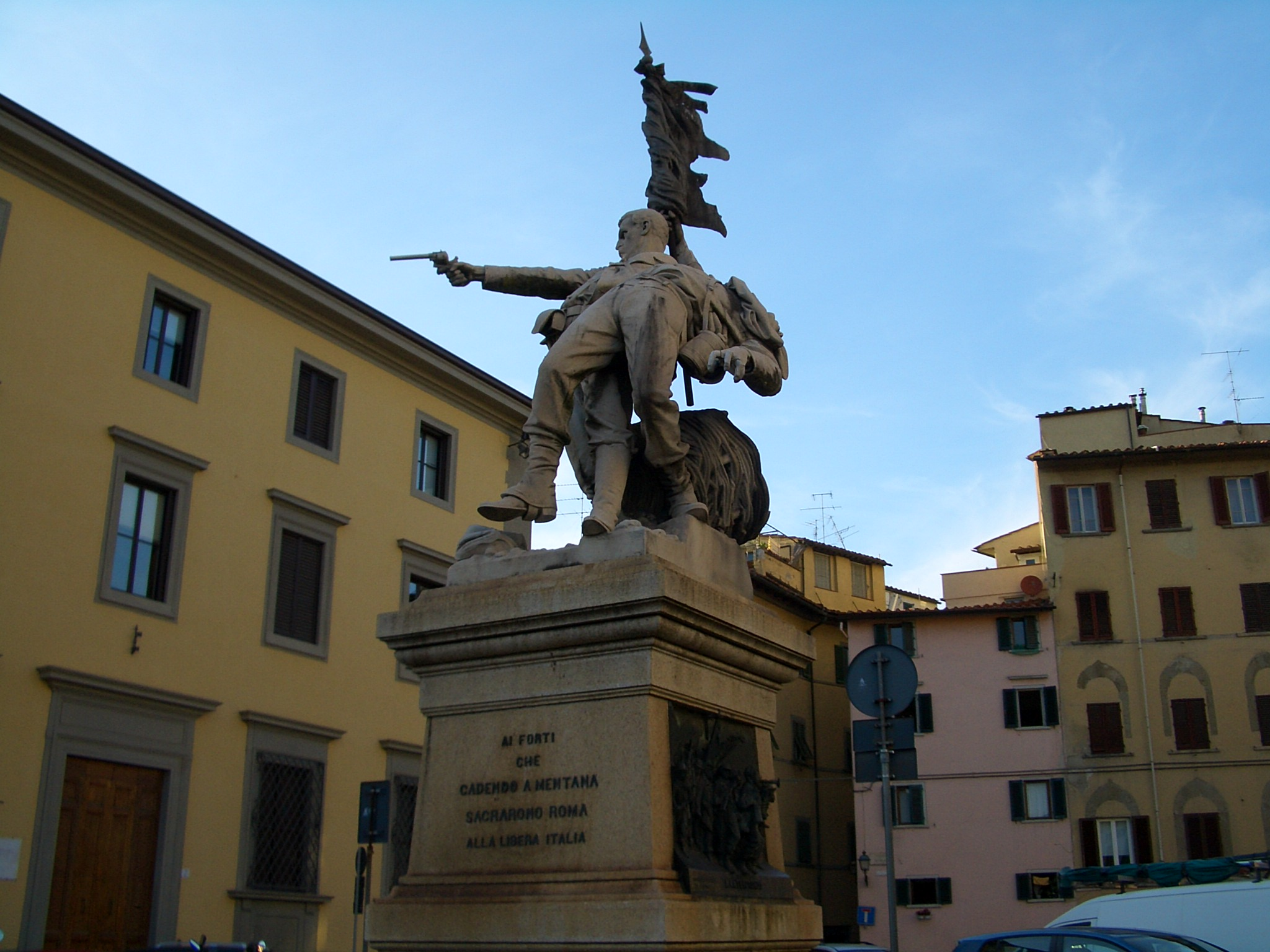
Garibaldi-Denkmal auf der Piazza Mentana in Florenz

Nachdem 1861 Giuseppe Garibaldi in Montevideo in eine Freimaurerloge aufgenommen worden war, wechselte er im selben Jahr in die Loge Sebezia in Neapel, die sich daraufhin in Grande Oriente de Napoli umbenannte. 1864 wurde in Florenz ein Kongress einberufen, der die Vereinigung der Großlogen zum Ziel hatte. Sie bildeten daraufhin einen Dachverband von Großlogen, zu dessen Großmeister Garibaldi gewählt wurde. 1869 wurde Lodovico Frapolli zum neuen Großmeister gewählt. Bereits 1868 kam es zu einem engeren Zusammenschluss, der 1869 unter seinem Vorsitz auf einem Kongress von 150 Logen in Florenz durch eine gemeinsame Konstitution besiegelt wurde. 1870 wurde Rom mit dem Königreich von Italien vereinigt, woraufhin der Grande Oriente seinen Sitz nach Rom verlegte.
Am 17. März 1872 geleiteten die Freimaurer ihren Bruder und Altgroßmeister Giuseppe Mazzini in einer feierlichen Prozession durch Rom zu seiner letzten Ruhestätte. Dabei wurden zum ersten Mal Freimaurerfahnen durch die Straßen getragen. 1873 schloss sich zuletzt noch der Oberste Rat dem Grande Oriente an. wurde Der erste Tempel in Rom wurde 1875 eingeweiht und 1877 nahm man mit wie schon 1872 auf der Beerdigung mit Bannern an der Enthüllung des Garibaldi-Denkmals auf der Piazza Mentana in Florence teil.

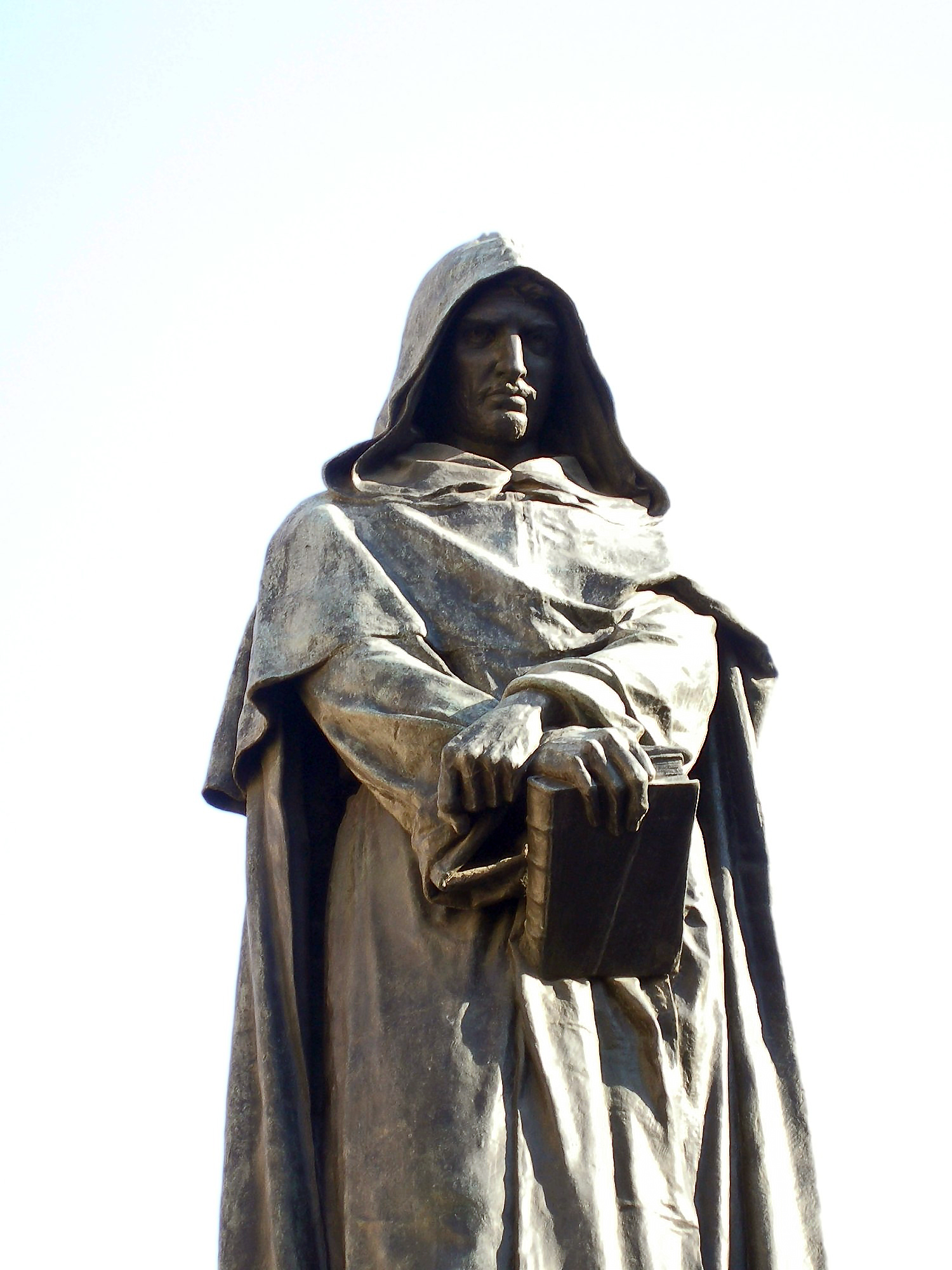
Denkmal Giordano Brunos auf dem Campo de’ Fiori

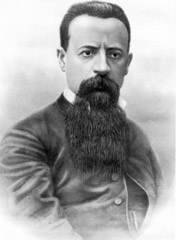
Giovanni Bovio

Am 20. April 1884 veröffentlichte Papst Leo XIII. die Enzyklika Humanum genus und stellte darin die Freimaurer als Zerstörer des Gottesreichs dar, unterstellte ihnen die offene Absicht den christlichen Völkern ihre Güter zu stehlen und die heilige Kirche zu zerstören. Als Antwort enthüllten die Freimaurer 1889 ein Denkmal Giordano Brunos des Bildhauers Ettore Ferrari auf dem Campo de’ Fiori. Dort hielt Giovanni Bovio genau an der Stelle, an der Giordano Bruno auf dem Scheiterhaufen verbrannte eine Rede – umgeben von über 100 Freimaurerfahnen. Am 15. Oktober 1890 warnt Papst Leo XIII. mit seiner Enzyklika Ad apostolici Italien erneut vor der Realisierung der Freimaurerei und ruft zu ihrer Auflösung auf, deren Mitglieder er als Antichristen und Feinde bezeichnet.
1893 zog der Grande Oriente um in den Palazzo Borghese. 1898 brach der Grande Oriente längere Zeit mit dem Grand Orient de France, da dieser trotz mehrerer Warnungen eine Gruppe anerkannte, die sich in Mailand abgespaltet hatte.
1901 bezog der Grande Oriente den Palazzo Giustiniani, in dem heute der Senat der Italienischen Republik beherbergt ist und blieb dort bis zu seiner Unterdrückung durch den Faschismus.

### Zeit des Faschismus
Ende 1923 begannen faschistische Truppen Logeneigentum in mehreren Städten zu zerstören. Der Grande Oriente schloss daraufhin sofort faschistische Funktionäre aus, die die Beschlüsse über die Unvereinbarkeit des Faschismus mit der Freimaurerei des Großen Faschistenrats ignorierten. Nach weiteren Brandschatzungen und dem Mord durch sechs Schwarzhemden an Giacomo Matteotti am 10. Juni 1924 äußerte der Großmeister des Grande Oriente Domizio Torrigiani in Mailand öffentlich, dass der Faschismus einen geistigen und moralischen Rückschritt bedeute. Im Mai 1925 wurde in Abwesenheit der Opposition durch das Parlament ein Antifreimaurergesetz verabschiedet, das weitestgehende Auskunftspflicht über Logenzugehörigkeiten an die Polizei beinhaltete. Der wiedergewählte Großmeister Torrigiani erklärte am 6. September vor 500 Delegierten, die Freimaurerei werde sich nicht davon abhalten lassen, die Stimme gegen die ungesetzliche Diktatur zu erheben. In der Nacht vom 3. zum 4. Oktober 1925 kam es zu Mord und Brandstiftungen. General Capello wurde verhaftet und man machte ihm ohne etwas nachweisen zu können den Prozess. Die Freimaurerlogen wurden durch Militär besetzt und nun nahm auch der Senat das Antifreimaurergesetz an. Am Tag nach der Verurteilung Capellos zu 30 Jahren Haft wurde der Großmeister Torrigiani verhaftet und ohne Verhandlung für fünf Jahre auf die Liparischen Inseln verbannt, der zwischenzeitlich alle Freimaurerlogen aufgelöst hatte.

### Die Zeit nach dem Zweiten Weltkrieg
Im Exil wurde bis zum Zusammenbruch des Faschismus der Grande Oriente in Frankreich und London reorganisiert und nach der Wiedervereinigung am 7. Juni 1943 mit der Grande Loggia am 7. Juni 1944 offiziell in Rom wieder in Arbeit gesetzt. Im Juli 1949 lud die italienische Regierung die Mitglieder des Grande Oriente d’Italia dazu ein, an der Parade und an der Widmung einer Statue für Giuseppe Mazzini in Rom teilzunehmen. Etwa dreitausend italienische Freimaurer waren anwesend. Die Aufstellung der Statue hatte sich durch die Regierungszeit Mussolinis bis nach dem Tod Ettore Ferraris verzögert, der sie entworfen hatte und ein ehemaliger Großmeister des Grande Oriente d’Italia war. Die United Grand Lodge of England erkannte den Grande Oriente 1972 als regulär an, zog diese Anerkennung jedoch in der Affäre um Propaganda Due wieder zurück. Als überraschend die Gran Loggia Regolare d’Italia entstand, bekam sie aus England sofort die Anerkennung, aber die meisten Logen blieben Mitglied im Grande Oriente. 1999 erhielt der Grande Oriente die Anerkennung durch die Englische Großloge wieder zurück. Aktuell besteht in Italien von der United Grand Lodge of England erneut nur eine Anerkennung gegenüber der Gran Loggia Regolare d’Italia. Der heutige Sitz des Grande Oriente ist die Medici-Villa „Il Vascello“. Unter seinem Dach sind heute in Italien etwa 670 Logen mit rund 18.000 Mitgliedern organisiert.

## Mitglieder
Großmeister waren: Giuseppe Garibaldi, Giuseppe Mazzini, Petroni, Fraponelli, Adriano Lemmi, Ernesto Nathan, Ettore Ferrari, Domizio Torrigiani, Placido Martini, Lino Salvini, Virgilio Gaito, Armando Corona und Gustavo Raffi.

## Bibliographie
- Enrico Simoni: Bibliografia della Massoneria in Italia. Foggia, Edizioni Bastogi,

1° volume 1992 (3471 schede),
2° volume 1993 (indici sistematici degli articoli delle Riviste massoniche del dopoguerra; 3762 schede),
1° volume di aggiornamento 1997, ISBN 88-8185-124-5 (schede da 3472 a 4584),
3° volume 2006, ISBN 88-8185-843-6 (indici sistematici degli articoli della „Rivista della Massoneria Italiana“ e della „Rivista Massonica“; 1870–1926; 6478 schede),
2° volume di aggiornamento 2010, ISBN 978-88-627-3276-5 (schede da 4585 a 6648).